# Peter Shub

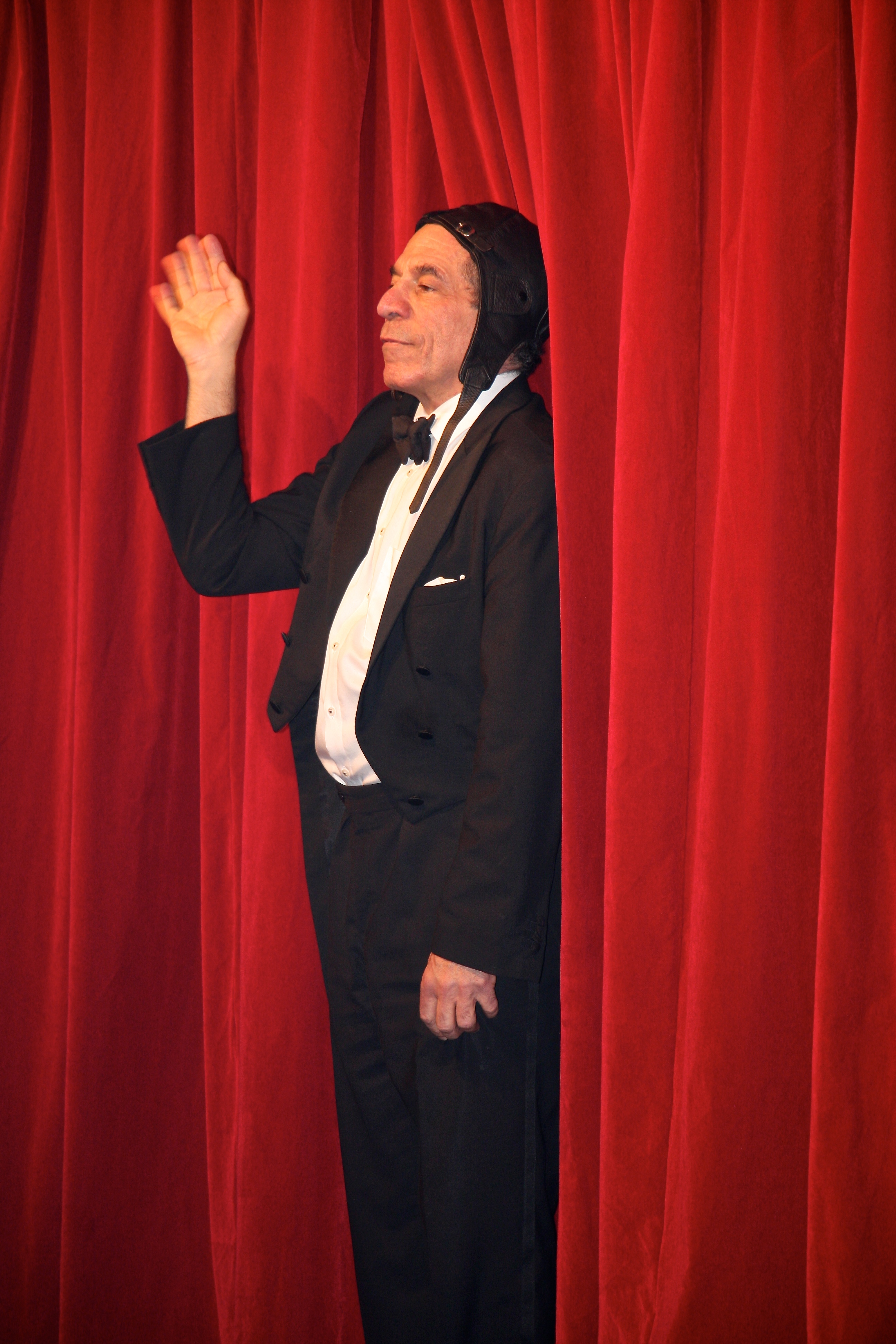
Peter Shub, 2020

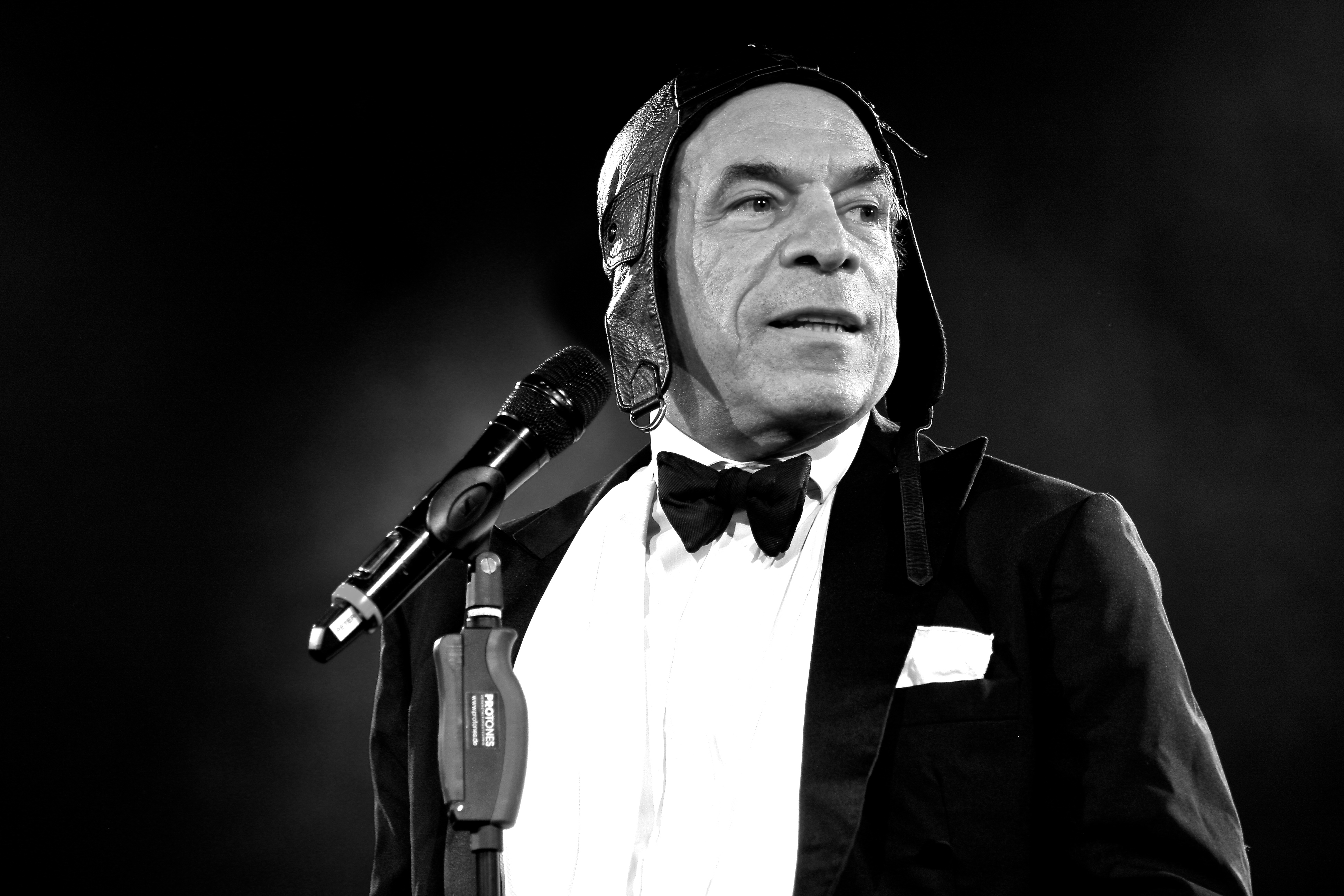
Peter Shub im Palazzo 2019

Peter Shub (* 12. Mai 1957 in Philadelphia, Pennsylvania) ist ein amerikanischer Clown und Varietéshow-Regisseur, der seit den 1980er Jahren in Europa lebt, wo er auch seine Ausbildung machte. Er arbeitete mit vielen führenden internationalen Organisationen und Künstlern zusammen und ging mit dem Circus Roncalli aus Deutschland, dem Big Apple aus New York und dem Cirque du Soleil aus Kanada auf Tour. Er gewann einen silbernen Clown in Monte Carlo beim Internationalen Zirkusfestival und tourt mit seinem Soloprogramm („Für Garderobe keine Haftung“) sowie verschiedenen Mix- und  Varietéshows durch ganz Europa, führt Regie, coacht und leitet Workshops.

## Leben
Shub wuchs in New York City auf und studierte später Soziologie an der Temple University in Philadelphia. Im Jahr 1979 erlebte er hier den Straßenauftritt eines Zauberers und war derart fasziniert von ihm, dass er nach seinem Studienabschluss (Bachelor of Science) nach Europa reiste.
In Paris besuchte er in den Jahren von 1980 bis 1983 die Schauspielschule „École de Étienne Decroux“ und von 1982 bis 1984 die „École Phillipe Gaulier“. Seine schauspielerische Karriere begann im Jahr 1984 in Paris in der Theaterproduktion „Amadeus“ unter der Leitung von Roman Polański.
Zwischen 1986 und 1989 ging er als Clown mit dem Circus Roncalli in Deutschland und Russland auf Tour. Die folgenden drei Jahre gab er einen Comic-Theatre-Workshop in Hannover. Im Jahr 1992 war er selbst wieder auf der Bühne zu sehen, zum einen in der „Clowns“-Theaterproduktion in Berlin, ebenso wie im Wintergarten im Polygontheater in Zürich. Ein weiterer wichtiger Schritt in seiner Karriere war der Comedy-Act mit Loriot in der ARD-Produktion „Stars in der Manege“, welche die beiden zusammen entwickelt und im Jahr 1994 schließlich aufgeführt haben. Im Jahr 1995 war er für die Regie bei der Varietéshow „Scenario“ tätig.
Shub hatte mit seiner Frau vier Kinder. Sein ältester Sohn kam 2001 bei einem Unfall im Alten Rathaus in Hannover ums Leben.

## Projekte
- Soloshow-Tour „Nice-Night-For-An-Evening“ in Deutschland, Österreich und der Schweiz
- Soloshow-Tour „Für Garderobe keine Haftung“

## Gastauftritte
- Circus Roncalli sowie Höhner Rockin’ Roncalli Show sowie Roncalli meets Classic-Tour
- Senftöpfchen
- Quatsch Comedy Club
- Apollo Varieté, Düsseldorf
- Wintergarten, Berlin
- Extravaganzia-Weihnachtsshow von Rolf Knie Zürich
- Varieté im Friedrichsbau, Stuttgart
- CLOWNS! in München, Stuttgart, Nürnberg, Dortmund, Wien
- GOP Varieté-Theater, München – Eröffnungsshow „Shubcraft“
- Gastauftritt im Deutschen Theater, Hamburg
- Casting und Coach für die Schillerstraße und Workshop mit den neuen Schillerstraßen-Schauspielern
- diverse Circus- und Clownsfestival in Europa, USA, Russland, darunter: Internationales Köln Comedy Festival, Festival der Träume Innsbruck 2006, 2008, 2011
- Palazzo Dinnershow Berlin 2019, 2020

TV-Auftritte
- RTL Samstag Nacht
- Stars in der Manege
- Verstehen Sie Spaß?

## Auszeichnungen
- Silberner Clown in Monte Carlo (Internationales Zirkusfestival von Monte Carlo)(1993)
- Silberner Clown in Paris beim Cirque de Demain Festival (1985)
- Jury Award in Cannes beim Internationalen Theater Festival
- 1. Preis Virginia Mime Festival (1983)
- Swiss Club Comedy-Preis